# Lars Lundgren (stuntman)
Lars Lundgren, född Lars Ove Lundgren 6 maj 1945 i Solna, är en svensk stuntman och skådespelare.

## Filmografi (urval)
Roller
- 1971 – Lockfågeln
- 1973 –  Pappas pojkar, avsnitt 4
- 1973 – Smutsiga fingrar
- 1974 – Thriller – en grym film
- 1974 – Rännstensungar
- 1975 – Skärseld
- 1975 – Maria
- 1977 – Hempas bar
- 1977 – 91:an och generalernas fnatt
- 1990 – Grottmorden
- 1990 – Nordexpressen
- 1999 – Noll tolerans
- 2000 – Före stormen
- 2001 – Farligt förflutet
- 2010 – Sektor 236 - Tors vrede

Stunt
- 1971 – Lockfågeln
- 1974 – Thriller – en grym film
- 1983 – Stoker Ace
- 1989 – Licence to Kill
- 1990 – Total Recall
- 1992 – Nordexpressen
- 1997 – Chock 7 - I nöd och lust
- 1999 – Noll tolerans
- 2000 – Dykaren
- 2001 – Den 5:e kvinnan

Foto
- 1984 – Skatten på Bråtehus (TV-serie)

### Fotnoter
1. ↑  ”Lars Lundgren”. Svensk Filmdatabas. http://www.sfi.se/sv/svensk-filmdatabas/Item/?type=PERSON&itemid=70247. Läst 3 juli 2012.